# Polski Związek Wolności
Polski Związek Wolności (PZW) – polska wojskowo-polityczna organizacja konspiracyjna, działająca od końca 1939 do początku 1945 na obszarze większości ziem polskich.
Polski Związek Wolności został utworzony w listopadzie 1939 w Warszawie przez przedwojennych członków Partii Narodowych Socjalistów i Narodowego Stronnictwa Pracy, byłych pracowników Ministerstwa Pracy i Opieki Społecznej oraz żołnierzy 36. Pułku Piechoty Legii Akademickiej. Jego współzałożycielami byli Antoni Szadkowski ps. „Bolesław”, „Leszek”, który został przewodniczącym Związku (do 1944), Jerzy Rokicki ps. „Jurek” i Roman Porczyński ps. „Lutek”. Struktura organizacyjna w terenie obejmowała Okręgi: Warszawa, Częstochowa, Lublin, Łódź, Kraków, Rzeszów, Białystok, Śląsk, Poznań, Pomorze i Warmia. Na czele pionu wojskowego od lutego 1940 stał pułkownik dyplomowany Karol Ziemski ps. „Wachnowski”, były dowódca 36 Pułku Piechoty, który w 1942 podporządkował podległe mu struktury Armii Krajowej. Ogółem organizacja liczyła kilka tysięcy członków. Prowadzono głównie działalność w zakresie propagandy (m.in. wydawano kilka pism podziemnych, jak „Wolna Polska”, „Wojna Cywilna”, „Kilof Śląski”, „Głos Prawdy”, „Nowiny Polskie”, „Radło”, „Za Wolność”), samoobrony oraz sabotażu, np. w Częstochowie i okolicy grupy PZW dokonały około 200 akcji sabotażowych i dywersji (udział w Akcji N). 8 lipca 1940 Niemcy aresztowali część kierownictwa, w wyniku czego PZW uległ dużemu osłabieniu. 17 września 1944 PZW przystąpił do Centralizacji Stronnictw Demokratycznych, Socjalistycznych i Syndykalistycznych. W lutym 1945 ujawnił się wobec nowych władz Polski Ludowej.
Ideologicznie PZW przedstawiał sobą lewicowy nacjonalizm, zauważalne też były w jego publicystyce wpływy Jana Stachniuka z ruchu Zadruga. Na łamach swojej prasy publicyści PZW postulowali po wojnie utworzenie wspólnoty państw leżących między Rosją a Niemcami – używano pojęcia „Wspólnoty Słowiańskiej” (także Federacji Europy Środkowej) – ale bez Rosji.